# Rugby Brescia
Il Rugby Brescia A.S.D. o più semplicemente Brescia è un club italiano di rugby a 15 con sede nell'omonima città.
La società trova le sue origini nella squadra del XV Legione Leonessa d'Italia, o XV Leonessa, una delle prime formazioni rugbistiche del panorama nazionale, che disputò il primo test il 22 gennaio 1928 opponendosi allo Sport Club Italia e, successivamente, prese parte alla prima edizione del campionato italiano di rugby a 15, la Divisione Nazionale 1928-29.
Con la rifondazione operata nel 1949 sotto la denominazione di Associazione Sportiva Rugby Brescia, il club tornò a disputare il campionato di vertice partecipando a 30 edizioni totali, delle quali l'ultima datata 1989-90, aggiudicandosi lo scudetto ed il titolo di campione d'Italia al termine della stagione di serie A 1974-75, commercialmente nota come Concordia Brescia.

## Storia
La prima formazione bresciana fu il XV Legione Leonessa d'Italia, squadra della Milizia, che affrontò in casa il XV milanese che si aggiudicò (30-3) l'incontro.

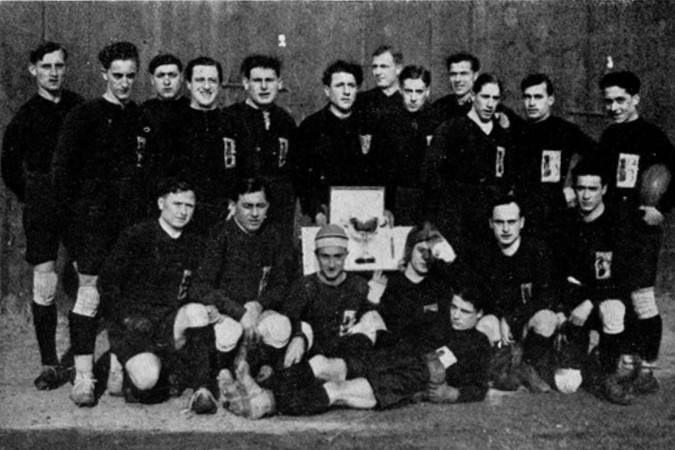
Il XV Leonessa che prese parte al I campionato italiano di rugby

Toccò in seguito al Padova far visita ai bresciani, che non si lasciarono sfuggire l'occasione per vincere il loro primo match. Sulle ali di un entusiasmo che andava dilatandosi in maniera incredibile, la XV Legione accettò di buon grado (l'occasione era di quelle da non perdere) l'invito della S.S. Lazio, che proprio contro il Brescia, aveva dato appuntamento ai propri sostenitori, per l'atteso esordio. E mai "ouverture" fu più felice. Davanti ad un massiccio concorso di folla, sui gradoni dello Stadio Nazionale vennero stimate circa ventimila persone, i padroni di casa seppero cogliere il primo successo (17-0) il risultato finale. Ai nostri, e non era poca cosa per quei tempi, bastò l'aver visto Roma, l'essere rimasti insieme spensieratamente, maturando un'esperienza tutta da raccontare al rientro a casa. Ovunque venisse proposto il nuovo gioco sapeva raccogliere intorno ai protagonisti con tanto di mutandoni e vistose ginocchiere, adesioni e consensi, tanto che si rese necessaria, dopo la nascita del primo comitato di propaganda (successivamente riconosciuto dal CONI presieduto dal bresciano Augusto Turati che era anche segretario del partito) la costituzione della FIR un organismo, che il CONI gestì secondo le direttive del regime. Il primo campionato italiano di rugby iniziò domenica 12 febbraio 1929. Sei le squadre partecipanti, divise in due gironi. Girone A: Ambrosiana Milano, XV* Legione Leonessa d'Italia (Brescia), Michelin Torino; Girone B: Lazio, Bologna Sportiva, e Leoni di San Marco di Padova. Dopo i littoriali dello sport riservati ai G.U.F. e datati 1932, ai successivi campionati della G.I.L. (Gioventù Italiana del Littorio) che nel 1937 aveva sostituito l'opera nazionale Balilla, toccò ai diciannovenni, il compito di continuare l'azione intrapresa dai giovani universitari alcuni anni prima. Il grande merito dei dirigenti di allora, fu proprio quello di aver sollecitato l'ingresso del rugby nella schiera delle discipline praticate dalle organizzazioni sportive del Partito nazionale fascista. Fin dal primo campionato i comandi federali della G.I.L. mobilitarono tutti i tesserati (indipendentemente dalle discipline praticate) affinché il loro torneo, potesse ottenere quel successo, che era poi quanto più stava a cuore al partito. Finirono così col mettersi a disposizione dei comandi della G.I.L. un buon numero di atleti: ginnasti, lottatori, pugili, saltatori; di istruttori e di arbitri. La stagione successiva, 13 squadre parteciparono al campionato della G.I.L. L'aumentato numero di tesserati suggerì l'organizzazione del primo corso per arbitri ed allenatori, ai quali parteciparono i bresciani "Ferruccio Migliorati e Franco Spedini. Si trattò di un importante passo avanti, un'operazione che consentì ai primi praticanti di potersi allenare con criterio, garantendo altresì una vera e propria osservanza del regolamento a quei giovani esuberanti, che si erano buttati con tanto entusiasmo ed altrettanta dedizione nella nuova avventura. E che si trattasse di una vera e propria avventura lo ricordano i "reduci" di quel primo gruppo bresciano che tutti conoscevano come quelli della "XV Legione Leonessa d'Italia". Si cominciò a giocare in 13; soltanto più tardi si sarebbe arrivati al rugby a quindici. Nei pochi rimasti a raccontare le imprese di allora, la trasferta con qualsiasi mezzo: in treno, in jeep, oppure in camion stipatissimi, rimane ancora, a tanti anni di distanza, il ricordo più bello, il momento che più li rivede riuniti spensierati, giovani, forti e belli come in quel lontano 1930.

Il Brescia campione d'Italia 1974-75

### Lo scudetto
Guidato da Giuseppe Vigasio, dal gallese David Cornwall e dal nazionale Marco Bollesan, allo Stadio Flaminio il Rugby Brescia conquistò il primo titolo di campione d'Italia.

## Cronistoria
| Cronistoria del Rugby Brescia |
| --- |
| - 1928 - Fondazione del XV Legione Leonessa d’Italia - 1928-29 - Serie A - 1949 - Rifondazione in A.S. Rugby Brescia - 1949-50 - Serie A - 1950-51 - Serie A - 1951-52 - Serie A - 1952-53 - Serie A - 1953-54 - Serie A - 1954-55 - Serie A Retrocesso in Serie B - 1955-56 - Serie B Promosso in Serie A - 1956-57 - Serie A - 1957-58 - Serie A - 1958-59 - Serie A - 1959-60 - Serie A - 1960-61 - Serie A - 1961-62 - 11ª Serie A Retrocesso in Serie B - 1962-63 - Serie B - 1963-64 - Serie B - 1964-65 - Serie B - 1965-66 - Serie B - 1966-67 - Serie B Promosso in Serie A - 1967-68 - 10ª Serie A - 1968-69 - 12ª Serie A Retrocesso in Serie B - 1969-70 - 6ª Serie B - 1970-71 - 1ª Serie B Promosso in Serie A - 1971-72 - 11ª Serie A Retrocesso in Serie B - 1972-73 - 1ª Serie B gir.A Promosso in Serie A - 1973-74 - 5ª Serie A - 1974-75 - 1ª Serie A Campione d'Italia (1º titolo) - 1975-76 - 2ª Serie A - 1976-77 - 7ª Serie A - 1977-78 - 5ª Serie A - 1978-79 - 2ª Serie A - 1979-80 - 6ª Serie A - 1980-81 - 10ª Serie A - 1981-82 - 2ª Serie A gir.B,3ª gir. Eccellenza, 4ª gir. salvezza Retrocesso in Serie B - 1982-83 - 1ª Serie B gir.B Promosso in Serie A - 1983-84 - 5ª Serie A girone B, 2º girone salvezza - 1984-85 - 1ª Serie A gir. B, 8ª gir. Scudetto - 1985-86 - 6ª Serie A, 1ª gir. salvezza - 1986-87 - 4ª Serie A1 - 1987-88 - 6ª Serie A, sconfitta quarti di finale play-off - 1988-89 - 9ª Serie A1 - 1989-90 - 11ª Serie A1 Retrocesso in Serie A2 - 1990-91 - 8ª Serie A2 - 1991-92 - 9ª Serie A2 - 1992-93 - 4ª Serie A2, sconfitta play-off - 1993-94 - 4ª Serie A2 gir. B, 4ª gir. Promozione - 1994-95 - 5ª Serie A2 gir. B, 2ª gir. Salvezza - 1995-96 - 4ª Serie A2 gir. B, 4ª gir. Promozione - 1996-97 - 3ª Serie A2 gir. B, 6ª gir. Promozione - 1997-98 - 2ª Serie A2 gir. B, 4ª gir. Promozione - 1998-99 - 2ª Serie A2 gir. B, 3ª gir. Promozione - 1999-2000 - 3ª Serie A2 gir. B, 4ª gir. Promozione - 2000-01 - 5ª Serie A2 - 2001-02 - 10ª Serie A - 2002 - Nasce il Leonessa dall'unione di Rugby Brescia e Rovato - 2004 - Acquisizione del titolo sportivo della Bassa Bresciana e iscrizione alla Serie A - 2004-05 - 6ª Serie A gir. B - 2005-06 - 4ª Serie A gir. B - 2006-07 - 7ª Serie A gir. A - 2007-08 - 8ª Serie A2 - 2008-09 - 2ª Serie A2 - 2009-10 - 9ª Serie A1 - 2010-11 - 9ª Serie A1 - 2011-12 - 7ª Serie A1 - 2012-13 - 9ª Serie A1 - 2013-14 - 8ª Serie A1 - 2014-15 - 3ª Serie A gir.2 - 2015-16 - 2ª Serie A gir.1, 5ª Pool promozione 1 - 2016-17 - 3ª Serie A gir.1, 6ª Pool promozione 1 - 2017-18 - 6ª Serie A gir.1, 1ª Pool retrocessione 1 - 2018-19 - 10ª Serie A gir.2 Retrocesso in Serie B - 2019-20 - Serie B - 2020-21 - Serie B |

## Strutture
Gli inizi del rugby a Brescia furono al campo militare (Campo Marte) poi il campo di viale Piave e l'antistadio di Mompiano. Poi allo stadio comunale di Urago Mella dedicato a Bruno Menta. Dal 1989 furono inaugurati due campi comunali con spogliatoi e gradinate a San Polo, poi intitolati ad Aldo Invernici, figura storica del rugby bresciano e italiano. Sul campo Arici di via Berardo Maggi giocavano le formazioni giovanili.

## Allenatori e presidenti
- 1928-19xx  ...
- 1957-1960  Angiolino Rocchelli
- 1960-19xx  Tranquillo Fontana e  Gianni Del Bono
- 19xx-1972  Zeffirino Rossi
- 1972-1975  David Cornwall

 Giuseppe Vigasio
- 1975-19xx  Roger Beard
- 19xx-2002  ...
- 2004-2006  Piero Molinari
- 2006-2007  ...
- 2007-2010  Oliviero Ghirardi
- 2010-2011  Jean Luc Sans
- 2011-20xx  Piero Molinari
- 20xx-2013  Federico Grangetto
- 2013-2019  Marco Pisati
- 2019-2021  Jem Van Vuren
- 2021-2022  Francesco Brolis
- 2022-2023  Emanuele Borboni

- 1928-1946  ...
- 1946-19xx  Arturo Braga e  Antonio Celaia
- 19xx-1966  ...
- 1966-19xx  Silvano Antonini
- 19xx-20xx  ...
- 20xx-2009  Antonio Pietro Bioni
- 2009-2014  Remo Pola
- 2014-2019  Federica Montanarini
- 2019-  Ernesto Bruni Zani

## Palmarès
- Campionati italiani: 1
1974-75

## Giocatori celebri
- Francesco Zani
- Marco Bollesan
- Paolo Paoletti
- Luciano Modonesi
- Salvatore Bonetti
- Franco Maria Del Bono
- Lucio Avigo
- Zeffirino Rossi
- Giorgio Vagge

- Giulio Ventura
- Massimo Braga
- Massimo Bonomi
- Antonio Spagnoli
- Bruno Ancillotti
- Loris Salsi
- Andrea Selvaggio
- Aldo Caluzzi
- Dylan Mika

- Julian Gardner
- Giuseppe Lanzi
- Lorenzo Cittadini
- Jorge Prezioso
- Juan Pablo Orlandi
- Lambert Groenewald
- Luca Tramontin
- David Cornwall